# Bothros
Un bothros (en grec byzantin βόθρος / bóthros) est dans l'Empire byzantin un inspecteur pour la vente des animaux à Constantinople, un maquignon officiel. Le nom de ce fonctionnaire n'apparaît que dans le Livre de l'Éparque. Les bothroi opèrent au Forum Amastrianum, où se trouve le marché aux chevaux et d'autres marché de bétail. Leur fonction principale est d'examiner les animaux mis en vente et de déclarer leurs défauts visibles ou cachés, tâche pour laquelle ils reçoivent un kération par tête. Ils ont aussi des fonctions judiciaires, et d'arbitrage. 
Chez les Grecs et les Étrusques le mot désigne une fosse ou un puits à offrande, souvent présent dans leurs temples. 